# Makabi v Československu
Klub Makabi v Československu (od roku 1931 oficiálně Svaz Makabi v Československé republice) bylo gymnastické a sportovní sdružení židovské mládeže v Českém království a později Československu. Jeho historie sahá do počátku 20. století.
Ve 20. a 30. letech 20. století zažívalo židovské gymnastické hnutí v Československu velký rozmach a slavilo řadu úspěchů, a to i v rámci celosvětového židovského gymnastického a sportovního hnutí Maccabi World Union (MWU), založeného v roce 1921 v Karlových Varech.
Po vzniku Protektorátu Čechy a Morava v roce 1939 bylo Makabi zakázáno. Pokus o revitalizaci populárního židovského sportu po roce 1945 ztroskotal na dalším zákazu komunistického režimu v roce 1950.
V roce 1990 bylo hnutí obnoveno. České a slovenské kluby (po roce 1993 samostatně) jsou rovněž členy celosvětového židovského sportovního hnutí Maccabi.